# 지미 밀러
지미 밀러(Jimmy Miller, 1942년 3월 23일 ~ 1994년 10월 22일)는 1960년대 중반부터 1990년대 초반까지 블라인드 페이스, 스푸키 투스, 트래픽, 모터헤드, 플라스마틱스, 프라이멀 스크림을 위한 획기적인 음반을 제작하는 등 수십 장의 음반을 제작한 미국의 음반 제작자 겸 음악가였다. 그는 오랫동안 롤링 스톤스와의 인연을 맺었는데, 롤링 스톤스에서 그는 그 밴드의 경력에 있어 가장 비판적이고 경제적으로 성공한 작품들 중 하나인 《Beggars Banquet》(1968년), 《Let It Bleed》 (1969년), 《Sticky Fingers》 (1971년), 《Exile on Main St.》 (1972년), 《Goats Head Soup》 (1973년)에 해당하는 일련의 싱글과 음반을 제작했다.